# 酒井重好
酒井 重好（さかい しげよし）は、戦国時代から安土桃山時代にかけての丹波国の土豪、豪農。

本庄次郎兵衛の嫡男として生まれる。重好の一族である本庄氏は、篠村の旗揚げの際に足利尊氏勢に加勢しており、酒井氏とともにその名が太平記に見られる。また、元来、本庄氏は下司の家系であったが在地土豪化し、酒井荘に土着したとする説もあるが、詳細なことはわかっていない。しかし、本庄姓を名乗る武家は多紀郡以外にも、丹波の諸地域に散在し、以上の事実を踏まえると、少なくとも波多野氏以前の武家勢力として古くから丹波が活動拠点だったという見方が妥当である。さらに、相模国から丹波へ来住した波多野氏の先祖である、藤原秀郷を始祖とする説までもある。
重好らの一族は、波多野氏や酒井氏に仕えており、元は士分の身であったが、主家の没落と同時に帰農を余儀なくされたと考えられる。重好について、正確に文献で初出するのは天正後期のことであり、慶長年間には真南条の百姓と争論に及び、伏見の奉行所にて非分に落ちている。
また、田畑山林を寄進して荘内の願勝寺を再建し、洞光寺二十五世老山泰静を大和尚として迎えているなどしており、豪農としてその地の有力者となっている。